# Savai'i

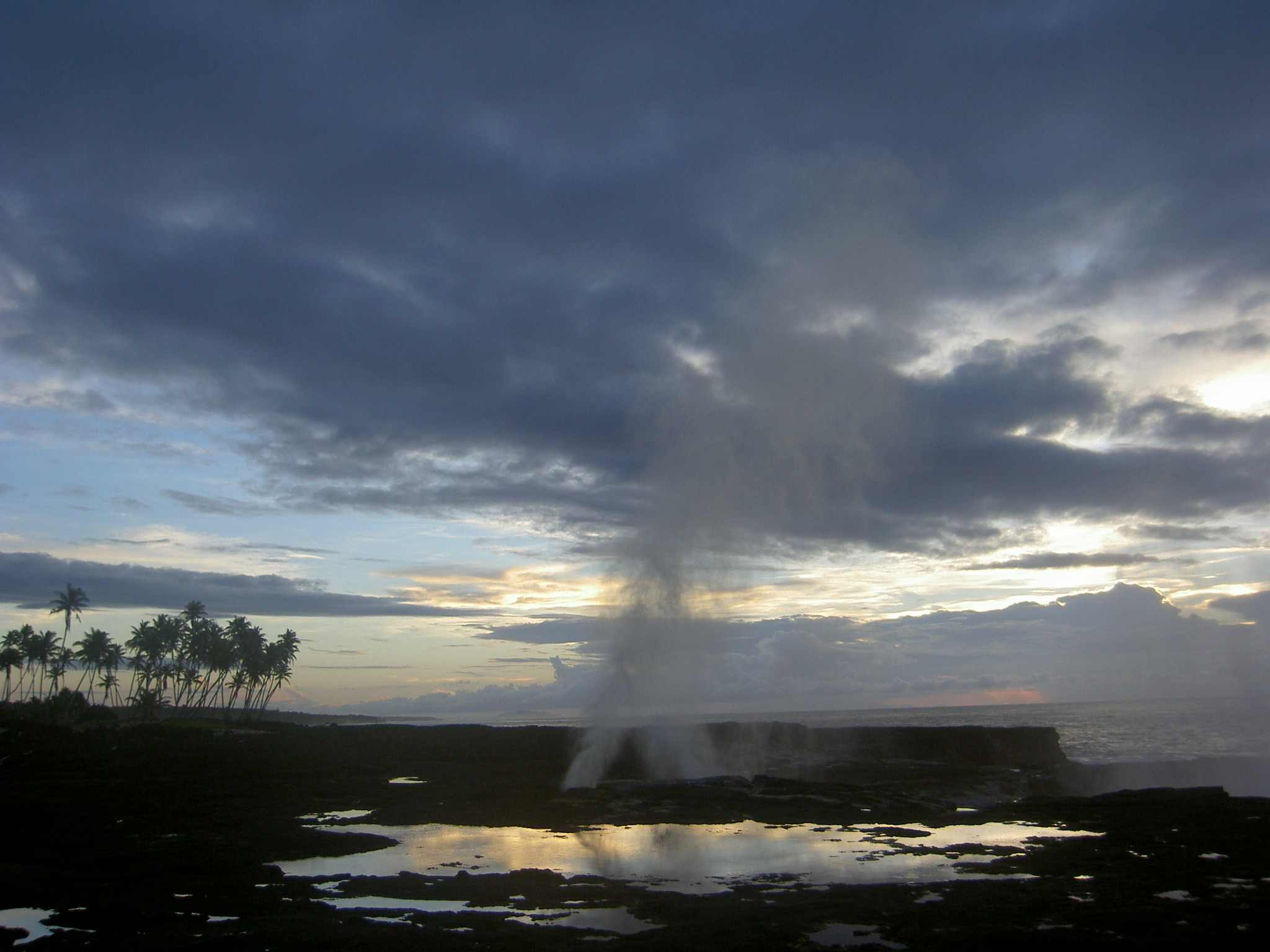
Géiser marítimo de Alofa’aga

Savai’i é a maior ilha de Samoa e de todas as Ilhas Samoa, maior mesmo do que todas as outras ilhas do país juntas. É conhecida como A alma de Samoa. É formada por um vulcão basáltico que surge do Oceano Pacífico. O vulcão de Savai’i está activo, embora tenha entrado em erupção pela última vez em 1911. Com aproximadamente 50 000 pessoas residentes, esta ilha é menos desenvolvida que a vizinha Upolu, a outra ilha principal. Os portos de Salelologa e de Asau ficam em Savai’i.
Savai’i tem géiseres marítimos e o pico mas alto é o Monte Silisili.